# Związek Południowej Afryki na Letnich Igrzyskach Olimpijskich 1924
Związek Południowej Afryki na Letnich Igrzyskach Olimpijskich 1924, reprezentowany był przez 30 mężczyzn. Zdobył 3 medale – złoty, srebrny i brązowy. Zawodnicy startowali w 7 konkurencjach: lekkoatletyce, boksie, kolarstwie, tenisie, żeglarstwie oraz zapasach.

## Zdobyte medale

### Złoto
- William Smith — Boks mężczyzn (waga kogucia)

### Srebro
- Sidney Atkinson — Lekkoatletyka, bieg przez płotki mężczyzn na 110 m

### Brąz
- Cecil McMaster — Lekkoatletyka, chód na 10 km mężczyzn

## Skład kadry

### Boks
| Zawodnik       | Konkurencja     | 1/16                | 1/8               | Ćwierćfinał        | Półfinał         | Finał               | Finał   |
| Zawodnik       | Konkurencja     | Przeciwnik Wynik    | Przeciwnik Wynik  | Przeciwnik Wynik   | Przeciwnik Wynik | Przeciwnik Wynik    | Miejsce |
| -------------- | --------------- | ------------------- | ----------------- | ------------------ | ---------------- | ------------------- | ------- |
| William Smith  | waga kogucia    | wolny los           | Harry Wolff W     | Jacques Lemouton W | Jean Ces W       | Salvatore Tripoli W | złoto   |
| Ernest Eustice | waga piórkowa   | Marcel Depont P     | Nie awansował     | Nie awansował      | Nie awansował    | Nie awansował       | 17.     |
| Dick Beland    | waga lekka      | Kristoffer Nilsen W | Vicente Valdero W | Arnold Tholey P    | Nie awansował    | Nie awansował       | 5.      |
| Roy Ingram     | waga półśrednia | Joseph Rémy W       | Jan Dam W         | Jean Delarge P     | Nie awansował    | Nie awansował       | 5.      |

### Kolarstwo

#### Kolarstwo szosowe
| Zawodnik          | Konkurencja                | Czas      | Pozycja |
| ----------------- | -------------------------- | --------- | ------- |
| Henry Kaltenbrunn | jazda indywidualna na czas | 6:41:34,4 | 11.     |

#### Kolarstwo torowe
| Zawodnik          | Konkurencja | Czas                 | Pozycja              |
| ----------------- | ----------- | -------------------- | -------------------- |
| Henry Kaltenbrunn | 50 km       | Nie ukończył wyścigu | Nie ukończył wyścigu |

### Lekkoatletyka
Konkurencje biegowe
| Konkurencja                 | Zawodnik                                                  | Eliminacje | Eliminacje | Ćwierćfinał   | Ćwierćfinał   | Półfinał      | Półfinał      | Finał          | Finał          |
| Konkurencja                 | Zawodnik                                                  | Wynik      | Miejsce    | Wynik         | Miejsce       | Wynik         | Miejsce       | Wynik          | Miejsce        |
| --------------------------- | --------------------------------------------------------- | ---------- | ---------- | ------------- | ------------- | ------------- | ------------- | -------------- | -------------- |
| 100 m                       | George Dunston                                            | 11,2       | 2.         | b.d           | 4.            | Nie awansował | Nie awansował | Nie awansował  | Nie awansował  |
| 100 m                       | Lawrence Betts                                            | b.d        | 5.         | Nie awansował | Nie awansował | Nie awansował | Nie awansował | Nie awansował  | Nie awansował  |
| 200 m                       | Howard Kinsman                                            | 21,8       | 1.         | b.d           | 2.            | 22,3          | 5.            | Nie awansował  | Nie awansował  |
| 200 m                       | George Dunston                                            | b.d        | 2.         | b.d           | 3.            | Nie awansował | Nie awansował | Nie awansował  | Nie awansował  |
| 400 m                       | Toby Betts                                                | 49,8       | 1.         | 49,0          | 1.            | 48,4          | 5.            | Nie awansował  | Nie awansował  |
| 400 m                       | Clarence Oldfield                                         | 49,6       | 1.         | 49,0          | 1.            | b.d           | 5.            | Nie awansował  | Nie awansował  |
| 800 m                       | Clifford Davis                                            | b.d        | 4.         |               |               | Nie awansował | Nie awansował | Nie awansował  | Nie awansował  |
| 800 m                       | Clarence Oldfield                                         | 1:58,0     | 1.         |               |               | b.d           | 6.            | Nie awansował  | Nie awansował  |
| 1500 m                      | Clifford Davis                                            |            |            |               |               | b.d           | 5.            | Nie awansował  | Nie awansował  |
| 3000 m z przeszkodami       | Leonard Richardson                                        |            |            |               |               | b.d           | 6.            | Nie awansował  | Nie awansował  |
| 110 m przez płotki          | Sidney Atkinson                                           | 15,2       | 1.         |               |               | 15,2          | 2.            | 15,0           | srebro         |
| sztafeta 4 × 100 m mężczyzn | George Dunston Toby Betts Howard Kinsman Christiaan Steyn | 42,8       | 1.         |               |               | b.d           | 4.            | Nie awansowali | Nie awansowali |
| maraton                     | Henry Phillips                                            |            |            |               |               |               |               | 3:07:13,0      | 19.            |
| chód na 10 km               | Cecil McMaster                                            |            |            |               |               | b.d           | 2.            | 49:08,0        | brąz           |
| bieg przełajowy             | Leonard Richardson                                        |            |            |               |               |               |               | 37:46,0        | 9.             |

Konkurencje techniczne
| Konkurencja | Zawodnik         | Eliminacje | Eliminacje | Finał | Finał   |
| Konkurencja | Zawodnik         | Wynik      | Miejsce    | Wynik | Miejsce |
| ----------- | ---------------- | ---------- | ---------- | ----- | ------- |
| skok wzwyż  | Lawrence Roberts | 1,83       | 1.         | 1,83  | 8.      |

| Zawodnik          | Konkurencje   | Konkurencje                | Wyniki | Punkty    | Miejsce |
| ----------------- | ------------- | -------------------------- | ------ | --------- | ------- |
| Ernest Sutherland | dziesięciobój | bieg 100 m                 | 11,6   | 762,0     | 8.      |
| Ernest Sutherland | dziesięciobój | skok w dal                 | 6,670  | 772,150   | 4.      |
| Ernest Sutherland | dziesięciobój | pchnięcie kulą             | 10,865 | 552,5     | 15.     |
| Ernest Sutherland | dziesięciobój | skok wzwyż                 | 1,80   | 818       | 4.      |
| Ernest Sutherland | dziesięciobój | bieg 400 m                 | 56,0   | 706,72    | 29.     |
| Ernest Sutherland | dziesięciobój | rzut dyskiem               | 30,830 | 453,56    | 17.     |
| Ernest Sutherland | dziesięciobój | bieg na 110 m przez płotki | 16,6   | 848       | 2.      |
| Ernest Sutherland | dziesięciobój | skok o tyczce              | 3,30   | 649,0     | 6.      |
| Ernest Sutherland | dziesięciobój | rzut oszczepem             | 51,015 | 725,4125  | 5.      |
| Ernest Sutherland | dziesięciobój | bieg na 1500 m             | 5:19,0 | 506,8     | 19.     |
| Ernest Sutherland | dziesięciobój | Finał                      |        | 6794,1425 | 5.      |

### Strzelectwo
| Konkurencja                 | Zawodnik                                                            | Finał | Finał   |
| Konkurencja                 | Zawodnik                                                            | Wynik | Pozycja |
| --------------------------- | ------------------------------------------------------------------- | ----- | ------- |
| karabin dowolny leżąc 600 m | Eric Halley                                                         | 84    | 14.     |
| karabin dowolny leżąc 600 m | John Stiray                                                         | 74    | 48.     |
| karabin dowolny leżąc 600 m | James Trembath                                                      | 73    | 51.     |
| karabin dowolny leżąc 600 m | David Smith                                                         | 67    | 59.     |
| karabin dowolny drużynowo   | Leslie Laing Eric Halley David Smith George Church Melville Wallace | 590   | 9.      |

### Tenis ziemny
| Konkurencja | Zawodnik                    | 1 runda                                   | 2 runda                               | 3 runda                                                | 4 runda                                              | Ćwierćfinały                                                     | Półfinały                                            | Finał                                          | Miejsce |
| Konkurencja | Zawodnik                    | Przeciwnik Wynik                          | Przeciwnik Wynik                      | Przeciwnik Wynik                                       | Przeciwnik Wynik                                     | Przeciwnik Wynik                                                 | Przeciwnik Wynik                                     | Przeciwnik Wynik                               | Miejsce |
| ----------- | --------------------------- | ----------------------------------------- | ------------------------------------- | ------------------------------------------------------ | ---------------------------------------------------- | ---------------------------------------------------------------- | ---------------------------------------------------- | ---------------------------------------------- | ------- |
| Singiel (m) | Patrick Spence              |                                           | Hanns Syz W 3:0 (6:3,6:2,7:5)         | Max Woosnam W 3:2 (4:6,10:8,6:3,3:6,6:3)               | René Lacoste P 0:3 (2:6,0:6,1:6)                     | Nie awansował                                                    | Nie awansował                                        | Nie awansował                                  | 9.      |
| Singiel (m) | Ivie Richardson             |                                           | Francisco Sindreu W 3:0 (6:4,6:4,6:3) | Henri Cochet P 0:3 (3:6,4:6,4:6)                       | Nie awansował                                        | Nie awansował                                                    | Nie awansował                                        | Nie awansował                                  | 17.     |
| Singiel (m) | Louis Raymond               | James Willard P 2:3 (6:2,4:6,4:6,6:2,4:6) | Nie awansował                         | Nie awansował                                          | Nie awansował                                        | Nie awansował                                                    | Nie awansował                                        | Nie awansował                                  | 61.     |
| Singiel (m) | Jack Condon                 | Maurice Cousin P 1:3 (6:4,3:6,2:6,4:6)    | Nie awansował                         | Nie awansował                                          | Nie awansował                                        | Nie awansował                                                    | Nie awansował                                        | Nie awansował                                  | 61.     |
| debel (m)   | Jack Condon Ivie Richardson |                                           | Wolny los                             | Domingo Torralva Luis Torralva W 3:1 (6:2,6:1,4:6,6:2) | Eduardo Flaquer Ricardo Saprissa W 3:0 (6:2,6:3,6:1) | Richard N. Williams Watson Washburn W 3:2 (4:6,11:9,4:6,6:4,6:4) | Jacques Brugnon Henri Cochet P 1:3 (7:5,3:6,5:7,2:6) | Jean Borotra René Lacoste P 0:3 (3:6,8:10,3:6) | 4.      |

### Żeglarstwo
| Zawodnik           | Konkurencja        | Eliminacje | Eliminacje | Półfinały        | Półfinały         | Finałowa pozycja |
| Zawodnik           | Konkurencja        | Seria I    | Seria II   | Półfinały        | Półfinały         | Finałowa pozycja |
| Zawodnik           | Konkurencja        | Miejsce    | Miejsce    | Wyścig I miejsce | Wyścig II miejsce | Finałowa pozycja |
| ------------------ | ------------------ | ---------- | ---------- | ---------------- | ----------------- | ---------------- |
| Rupert Ellis-Brown | monotyp olimpijski | 3.         | 5.         | Nie awansował    | Nie awansował     | Nie awansował    |